# Pindsko gorstvo
Pindsko gorstvo (tudi Pindos ali Pindhos grško: Πίνδος) je gorski masiv, ki se v večjem delu razteza v severni Grčiji in manjši del v južni Albaniji. Dolgo je približno 230 km, najvišja nadmorska višina pa je 2637 m (gora Smolikas). Ker poteka vzdolž meje Tesalije in Epira, je območje Pindus pogovorno znano kot grška hrbtenica. Pogorje se razteza od grško-albanske meje v severnem Epiru, vstopa v epirsko in makedonsko regijo na severu Grčije do severa Peloponeza. Geološko gre za podaljšek Dinarskega gorovja, ki predstavlja glavnino zahodnega dela Balkanskega polotoka.

## Zgodovina imena
V preteklosti se ime Pindos nanaša na gorato ozemlje, ki ločuje širši Epir od Makedonije in Tesalije.
Po besedah Iōánnēsa Tzétzēsa (bizantinskega pesnika in gramatika iz 12. stoletja) se je območje Pindos takrat imenovalo Metzovon.
Ko je grški učenjak Anastasios Gordios (med letoma 1682/83 in 1689) prevedel v bolj pogovorni jezik hvalnico sv. Visarionu, ki jo je leta 1552 oblikoval Pahomios Rousanos, ki je zapisal: »Gora, imenovana pri Grkih je Pindos ista gora, ki se ji po barbarsko reče Metzovon«, nato pa v istem besedilu dodaja: »ta gora Metzovon ločuje regijo Ioannina od regije Solun«.
Do 18. stoletja je bilo ime Metsovo identificirano s pogorjem Pindos (v francoski enciklopediji iz leta 1756). DO 1825 je popotnik John Cam Hobhouse pisal, da »... slednje gore, zdaj znane pod imenom Metzovo, ne morejo biti nič drugega kot sam Pindus ...« , medtem ko patriarhalni dokument iz leta 1818 pravi: »Ker visoka gora Pindosa v Epiru, ki se običajno imenuje Messovon ... ».Beseda Pindos je bila bolj uporabljena v literarnih virih, medtem ko je bilo ljudsko ime za gorovje od srednjega veka do 19. stoletja bodisi Metsovo ali gore Metsovo. Najverjetneje to ime ni pomenilo celotnega območja, kot je mišljeno danes, temveč le njegov osrednji del med območjem Aspropotamosa in izviri reke Aoös. Ta del sovpada z goratim predelom, ki so ga Grki nekoč klicali Pindos.

## Glavne gore
Najpomembnejše gore v tem območju so Grammos, Smolikas, Vasilitsa, Tymfi ali Gamila, Lakmos ali Peristeri, Athamanika ali Tzoumerka in Agrafa. Nekatere gore v južni Grčiji veljajo tudi za del razširjenega Pindusovega območja. Njegov najvišji vrh je gora Smolikas na nadmorski višini 2637 metrov.

## Prebivalstvo
V Pindskem gorstvu je veliko vasi, ena izmed njih je Samarina, ki se ponaša z eno najvišjih nadmorskih višin v Grčiji. Območje je imelo tradicionalno pastirsko gospodarstvo, v katerem so ovce gojili pastirji, ki so bili etnično Sarakatsani in Aromaniani. Mnoge vasi, kot sta Perivoli in Smixi, vključujejo skupnosti Aromunov (Vlahov), prvotno pastirjev in kmetov. V zadnjih desetletjih so se številne vasi, na primer Metsovo, razvile v turistična središča s smučarskimi napravami.

## Promet
Avtocesta A2 Egnatia Odos služi regiji, jo prečka in povezuje z ostalo Grčijo, vzdolž gorstva pa poteka Avtocesta A5 Ionia Odos ali Jonska avtocesta. 

## Znamenitosti
Poleg impozantnega gorskega terena območja se na tem območju nahajata tudi dve pomembni soteski v Evropi: soteska Vikos in soteska Aoos. Skupaj z gorsko dolino Valia Kalda so bili razglašeni za zaščitena območja in tvorijo narodni park Pindus. Poleg tega se po celotnem območju nahaja veliko gorskih naselij z dolgo zgodovino in edinstveno arhitekturo.

## Narava
Regija Pindskega gorstva pokriva širok spekter višin in habitatov, od globokih kanjonov do strmih gora. Širok razpon višine ima za posledico dve glavni gozdni coni:
- Območje iglavcev, kjer so drevesa, kot so podvrsta črni bor (Pinus nigra) in endemična grška jelka (Abies cephalonica), značilna za najvišje višine, v bližini drevesne meje prevladujejo gozdovi brina (Juniperus).
- Mešano širokolistno gozdno območje prevladuje v dolinah in kanjonih srednjih in spodnjih višin.

Velike gnezditvene kolonije čapelj, žličark in pelikanov lovijo ribe v vodah gorskih jezer Pindusa. To je eno redkih območij v Evropi, kjer lahko najdemo redkega kodrastega pelikana (Pelecanus crispus). V gozdovih najdemo volkove, šakale in medvede.

## Ekologija
Gozdovi te regije so se skozi človeško zgodovino soočali s številnimi grožnjami, vključno s prekomerno pašo, kmetijstvom in krčenjem gozdov. Največjo grožnjo zdaj predstavlja razvoj gorskega turizma in smučišč. Zaradi nestabilnosti tal na strmih pobočjih so postopki gradnje cest in izsekavanja povzročili nevarne plazove in propadanje gorskih pobočij. Pridobivanje boksita, prekomerna paša in prekomerno zbiranje rastlin ogrožajo tudi veliko biotsko raznovrstnost te ekoregije.

## Narodni parki
V grškem delu Pindskega gorstva sta dva nacionalna parka.

### Narodni park Vikos-Aoos
Narodni park Vikos–Aoös je južno od mesta Konitsa, v zahodnem delu regije Zagori. Vključuje goro Tymfi, sotesko Vikos in sotesko Aoos. Ustanovljen je bil leta 1973.

### Pindski narodni park
Narodni park Pindus (znan tudi kot Valia Kalda) je na oddaljenem območju na severovzhodu Pindskega gorstva, severno od mesta Metsovo in južno od Perivolija. Park s približno 7000 hektarji je bil ustanovljen leta 1966. V njem so gozdovi črnega bora in bukve, v višjih predelih pa munike (Pinus leucodermis). Park je zatočišče medvedov, divjih mačk in risov.
Narodni park je bil izbran za glavni motiv dveh zbirateljskih kovancev z visoko vrednostjo: spominskih kovancev za 10 evrov, kovanih leta 2007 s temo Ptice in cvetje in Črni bor. Na zadnji strani slednjega je panoramski pogled na skupino črnega bora, ki prevladujejo v parku.